# پل فیشندن
پل فیشندن (انگلیسی: Paul Fishenden؛ زادهٔ ۲ اوت ۱۹۶۳) بازیکن فوتبال اهل بریتانیا است.
از باشگاه‌هایی که در آن بازی کرده‌است می‌توان به باشگاه فوتبال کراولی تاون، باشگاه فوتبال فولام، باشگاه فوتبال کرو آلکساندرا، باشگاه فوتبال میلوال، باشگاه فوتبال ویمبلدون، باشگاه فوتبال هارو بورو، و باشگاه فوتبال لیتون اورینت اشاره کرد.